# Sanremo 2020 (compilation)
Sanremo 2020: la compilation è la compilation ufficiale del Festival di Sanremo 2020, pubblicata il 7 febbraio 2020 in concomitanza con la 70ª edizione del Festival di Sanremo.

## Tracce

### Versione standard
CD 1
1. Elodie – Andromeda – 3:22
2. Elettra Lamborghini – Musica (e il resto scompare) – 3:14
3. Alberto Urso – Il sole ad est – 3:25
4. Giordana Angi – Come mia madre – 2:53
5. Rancore – Eden – 3:31
6. Achille Lauro – Me ne frego – 3:41
7. Anastasio – Rosso di rabbia – 3:13
8. Pinguini Tattici Nucleari – Ringo Starr – 3:03
9. Francesco Gabbani – Viceversa – 3:35
10. Irene Grandi – Finalmente io – 4:05
11. Levante – Tikibombom – 3:23
12. Diodato – Fai rumore – 3:36
13. Marco Masini – Il confronto – 3:18
14. Piero Pelù – Gigante – 3:40
15. Riki – Lo sappiamo entrambi – 3:17
16. Bugo feat. Morgan – Sincero – 3:41

CD 2
1. Michele Zarrillo – Nell'estasi o nel fango – 3:45
2. Enrico Nigiotti – Baciami adesso – 3:03
3. Le Vibrazioni – Dov'è – 3:03
4. Paolo Jannacci – Voglio parlarti adesso – 3:43
5. Raphael Gualazzi – Carioca – 3:27
6. Rita Pavone – Niente (Resilienza 74) – 3:15
7. Tosca – Ho amato tutto – 3:44
8. Junior Cally – No grazie – 2:57
9. Leo Gassmann – Vai bene così – 3:14
10. Eugenio in Via Di Gioia – Tsunami – 3:11
11. Fadi – Due noi – 2:48
12. Fasma – Per sentirmi vivo – 2:59
13. Marco Sentieri – Billy Blu – 3:25
14. Tecla – 8 marzo – 3:26
15. Matteo Faustini – Nel bene e nel male – 3:18
16. Gabriella Martinelli e Lula – Il gigante d'acciaio – 3:11

### Versione per edicola
CD 1
1. Elodie – Andromeda – 3:22
2. Elettra Lamborghini – Musica (e il resto scompare) – 3:14
3. Alberto Urso – Il sole ad est – 3:25
4. Giordana Angi – Come mia madre – 2:53
5. Rancore – Eden – 3:31
6. Achille Lauro – Me ne frego – 3:41
7. Anastasio – Rosso di rabbia – 3:13
8. Pinguini Tattici Nucleari – Ringo Starr – 3:03
9. Francesco Gabbani – Viceversa – 3:35
10. Irene Grandi – Finalmente io – 4:05
11. Levante – Tikibombom – 3:23
12. Marco Masini – Il confronto – 3:18
13. Piero Pelù – Gigante – 3:40
14. Riki – Lo sappiamo entrambi – 3:17
15. Bugo feat. Morgan – Sincero – 3:41

CD 2
1. Rita Pavone – Niente (Resilienza 74) – 3:15
2. Enrico Nigiotti – Baciami adesso – 3:03
3. Paolo Jannacci – Voglio parlarti adesso – 3:43
4. Raphael Gualazzi – Carioca – 3:27
5. Tosca – Ho amato tutto – 3:44
6. Junior Cally – No grazie – 2:57
7. Leo Gassmann – Vai bene così – 3:14
8. Eugenio in Via Di Gioia – Tsunami – 3:11
9. Fadi – Due noi – 2:48
10. Fasma – Per sentirmi vivo – 2:59
11. Marco Sentieri – Billy Blu – 3:25
12. Tecla – 8 marzo – 3:26
13. Matteo Faustini – Nel bene e nel male – 3:18
14. Gabriella Martinelli e Lula – Il gigante d'acciaio – 3:11

Nella versione per edicola, la compilation contiene tre brani in meno, precisamente quelli interpretati da Diodato, Le Vibrazioni e Michele Zarrillo.

## Classifiche
| Classifica (2020) | Posizione massima |
| ----------------- | ----------------- |
| Italia            | 1                 |